# Лиликові
Лиликові (Vespertilionidae Gray, 1821) — родина ссавців з підряду кажанів ряду лиликоподібних, або рукокрилих (Vespertilioniformes, seu Chiroptera). Понад 500 видів розподілені по всьому світу, на всіх континентах, окрім Антарктиди. Родина отримала свою назву від лат. Vespertilio — «кажан», а те в свою чергу від лат. vesper — «вечір». Типовий рід родини — лилик (Vespertilio).

## Характеристики
Більшість видів комахоїдні, деякі полюють на рибу, використовуючи свої задні ноги, а щонайменше два види, Nyctalus lasiopterus і Ia io полюють на малих пташок. Більшість видів спочивають у печерах, хоча деякі використовують дупла дерев, скелясті ущелини, тваринні нори або інші форми укриття. Розміри колонії також сильно відрізняються: деякі види солітарні, інші ж утворюють колонії до мільйона особин. Види з помірних широтах зазвичай впадають у зимову сплячку, а деякі з тропічних видів впадають в літню сплячку. Як і більшість кажанів, лиликові ведуть нічний спосіб життя.
У польоті вони покладаються в основному на ехолокацію, але вони не мають збільшеного носа, як деякі кажани для поліпшення ультразвукового променя, і натомість лиликові «кричать» через відкриті роти, щоб спрямовувати пучки ультразвуку. Як компенсацію, багато видів мають відносно великі вуха.
Вони, як правило, коричневого або сірого кольору, але деякі мають яскраво забарвлене хутро: червоне, помаранчеве, жовте та інші, і багато з них мають білі плями або смуги. Очі маленькі, на відміну від вух, які можуть бути дуже великими.
Це зазвичай невеликі кажани, вагою 4—83 грами й розмахом крил 200–400 мм. Зубна формула коливається між видами:
| Зубна формула   |
| --------------- |
| I1-2 C1 P1-3 M3 |
| I2-3 C1 P2-3 M3 |

## Склад родини
Розрізняють кілька підродин:
- Vespertilioninae з типовим родом лилик (Vespertilio), 39 родів та 251 вид;
- Murininae з типовим родом «муріна» (Murina); 3 роди і 27 видів;
- Myotinae з типовим родом нічниця (Myotis); 1 рід (інколи як три — Leuconoe, Myotis, та Selysius), 103 види,
- Kerivoulinae з типовим родом «керівоула» (Kerivoula), 2 роди, 25 видів,
- Miniopterinae з типовим родом довгокрил (Miniopterus); 1 рід і 19 видів (нерідко як окрема родина).

## Лиликові у фауні України
Лиликові представлені у фауні України близько 23–25 видами і є загалом однією з найрізноманітніших за видовим складом родин ссавців. Зокрема, до цієї родини відносять такі роди кажанів української фауни:
підродина лиликові (Vespertilioninae)
триба вухані (Plecotini):
- Вухань (Plecotus) — 2 види
- Широковух (Barbastella) — 1 вид

триба нетопирі (Pipistrellini):
- Вечірниця (Nyctalus) — 3 види
- Нетопир (Pipistrellus) — 4 види

триба пергачі (Eptesicini):
- Пергач (Eptesicus) — 2 види

триба лилики (Vespertilionini):
- Лилик (Vespertilio) — 1 вид
- Гіпсуг (Hypsugo) — 1 вид

підродина нічницеві (Myotinae)
- Нічниця (Myotis) — ≈ 10 видів